# هیردندو
هیردندو دهستانی در استان آبیلای اسپانیا است.
در این دهستان ۱۱۶ نفر زندگی می‌کنند. مساحت این دهستان ۱۷٫۲۹ کیلومتر مربع است.